# Times of Malta
Times of Malta är en engelskspråkig dagstidning på Malta. Tidningen är den äldsta dagstidningen som fortfarande publiceras i öriket. Times of Malta grundades 1935 av Lord och Lady Strickland, tillsammans med Lord Stricklands dotter Mabel Strickland. Till upplagan är tidningen landets största dagstidning. Tidningen ägs av företaget Allied Newspapers Limited, som i sin tur ägs av stiftelsen Strickland Foundation. Stiftelsen är en icke-vinstdrivande organisation som grundades av Mabel Strickland år 1979.
Times of Malta är gratis och har publicerat nyheter på nätet sedan 2016.